# Sybra incivilis
Sybra incivilis là một loài bọ cánh cứng trong họ Cerambycidae.